# MILE SHARE
株式会社MILE SHARE（マイルシェア）は、北海道札幌市に本社を置き、マイレージサービス（マイル）やポイントのシェアリングサービス「MileShare」を運営する旅行業者。

## 概要
同社が展開するシェアリングフライトサービス「MileShare」は、第三者に譲渡可能な海外航空会社のマイルを保有しているユーザーと、航空券を取得したいユーザーをオンデマンドでマッチングさせるウェブサービスを提供している。
航空券を取得したいサービス利用者を「マイルシェアユーザー」、マイルの提供者を「マイルプロバイダー」と呼んでいる。
2021年4月時点で、国内のマイルプロバイダーは募集していない。
同社のサービスに違法性はあるか？の議論については、航空会社の規約違反に該当するかが論点であり、法律違反ではないとの指摘がある。

## 沿革
- 2017年12月 シェアリングフライトサービス「MileShare」ローンチ
- 2018年3月 株式会社MILE SHARE設立
- 2019年5月 The Independents Angel 投資事業有限責任組合、その他金融機関からシードラウンドで資金調達を実施[3]
- 2019年6月 インデペンデンツクラブ大賞グランプリを受賞[4]
- 2019年6月 社外取締役に坪井大輔が就任[5]
- 2019年7月 Infinity Ventures Summit2019 Summer Kobeに登壇[6]
- 2019年8月 スカイマーク元会長の井手隆司が経営顧問に就任[7]
- 2019年10月 「NoMaps NEDO Dream Pitch with 起業家万博」審査員特別賞を受賞[8]
- 2020年1月 シェアリングエコノミー協会入会[9]
- 2020年5月 コロナ禍により経済的な影響を受けた北海道の大学生を支援するアルバイトを公募[10]
- 2020年6月 「MileShare」サイトをフルリニューアル
- 2020年9月 「Tech Crunch Disrupt SF 2020」日本貿易振興機構 (JETRO) 主催のジャパンパビリオンにてピッチを実施[11]
- 2020年9月 Webコミュニティ（通称「イホスタ」）を開設
- 2020年10月 経済産業省北海道経済産業局と札幌市、一般財団法人さっぽろ産業振興財団と共同で選定した「J-Startup HOKKAIDO」認定スタートアップ企業として選出[12]
- 2020年12月 全日空航路の導入を開始
- 2021年4月 株式会社Zappallas（東証一部 3770）の子会社である、株式会社PINK（観光庁長官登録旅行業1861号）の全株式を取得、同社との間に株式譲渡契約を締結[13]
- 2021年11月 マイルのシェアリングに特化した新サービス「マイルExchange」をローンチ
- 2021年12月 全日空航路を拡大し、日本国内の全日空航路をほぼ網羅
- 2022年2月 「MileShare」の国際線サービスとなる「MileShare OVS」をローンチ。東京 - ロサンゼルス、東京 - ニューヨークなどのアメリカ主要都市便を、日本航空・全日空ビジネスクラスで20万円台で提供開始
- 2022年5月 「MileShare OVS」の東南アジア線として、東京 - シンガポール、東京 - ジャカルタ便を日本航空ビジネスクラス約16万円でローンチ